# Novokubansk
Novokubansk - Новокубанск (rus) - és una ciutat del krai de Krasnodar, a Rússia. És centre administratiu del raion de Novokubansk. Es troba al Caucas del Nord, a la vora esquerra del riu Kuban. És a 144 km a l'est de Krasnodar.

## Història
La vila fou fundada el 1867 com a Kubànskoie per soldats retirats de l'exèrcit del Kuban (unes 233 persones). La població va començar a créixer ràpidament, i ja el 1869 s'hi va construir una església de fusta. El 1874 la vila tenia ja 1.526 habitants. És a partir del 1875, amb la construcció del ferrocarril del Caucas Nord que es comença a incrementar el ritme de desenvolupament de la ciutat.
Fins al 1920 pertanyia a l'otdel de Labinsk de la província de Kuban. El 1936 fou designada centre administratiu d'un raion. Durant la Segona Guerra Mundial fou ocupada per la Wehrmacht de l'Alemanya Nazi el 6 d'agost del 1942 i alliberada per l'Exèrcit Roig de la Unió Soviètica el 25 de gener del 1943. El 1961 fou designada assentament de treball amb el nom de Novokubanski. El 1966 adquirí l'estatus de ciutat i el seu nom actual (Novokubansk). El juny del 2002 la localitat fou afectada per unes inundacions provocades pel creixement del riu Kuban.

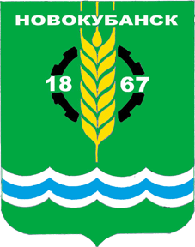
Escut del 1977.
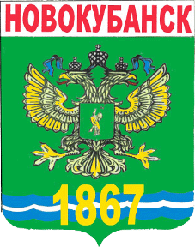
Escut del 1996.

## Demografia
| 1869  | 1959   | 1970   | 1989   | 2000   | 2002   | 2008   | 2010   | 2014   |
| ----- | ------ | ------ | ------ | ------ | ------ | ------ | ------ | ------ |
| 1 000 | 15 400 | 23 900 | 30 200 | 31 100 | 35 400 | 34 500 | 34 880 | 35 042 |